# Waterpolo al Campionat del Món de natació de 1994
La competició de waterpolo al Campionat del Món de natació de 1994 es realitzà al Foro Itálico de la ciutat de Roma (Itàlia).

## Resum de medalles
| Event                | Or      | Plata         | Bronze |
| competició masculina | Itàlia  | Espanya       | Rússia |
| competició femenina  | Hongria | Països Baixos | Itàlia |

## Medaller
| Posició | País          | Or | Plata | Bronze | Total |
| 1       | Itàlia        | 1  | 0     | 1      | 2     |
| 2       | Hongria       | 1  | 0     | 0      | 1     |
| 3       | Espanya       | 0  | 1     | 0      | 1     |
| 3       | Països Baixos | 0  | 1     | 0      | 1     |
| 5       | Rússia        | 0  | 0     | 1      | 1     |
| Total   | Total         | 2  | 2     | 2      | 6     |